# Низамабад (округ)

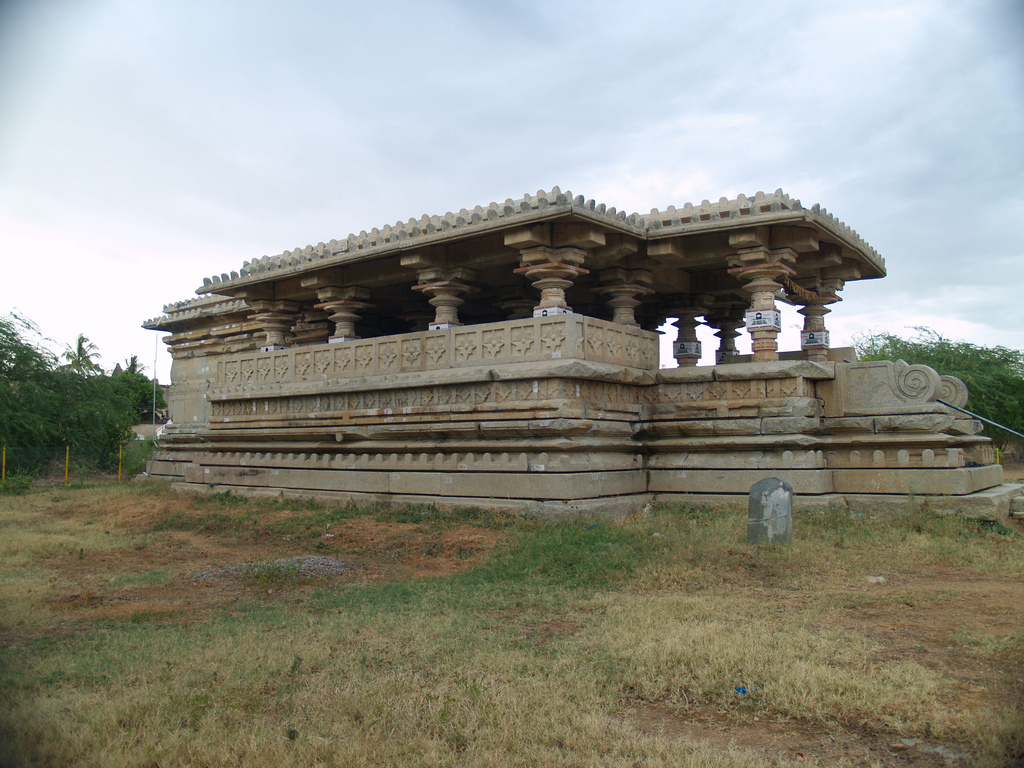
Храм в Домаконда

Низамабад (телугу నిజామాబాదు జిల్లా; урду نظام آباد ضلع‎; англ. Nizamabad) — округ на северо-западе индийского штата Телангана, до 2014 года входил в состав штата Андхра-Прадеш. Административный центр — город Низамабад. Площадь округа — 7956 км². По данным всеиндийской переписи 2001 года население округа составляло 2 345 685 человек. Уровень грамотности взрослого населения составлял 52 %, что ниже среднеиндийского уровня (59,5 %). Доля городского населения составляла 18,1 %.